# Juan Carlos Justes Albiol
Juan Carlos Justes Albiol (Almudébar, 18 d'agost de 1962) és un exfutbolista aragonès, que ocupava la posició de migcampista.

## Trajectòria
Va debutar a primera divisió a la campanya 81/82, tot jugant un encontre amb el Reial Saragossa. Dos anys després es consolida al primer equip aragonès, amb el qual aniria prenent protagonisme fins a esdevenir titular a partir de 1986, l'any en el qual el Saragossa guanya la Copa del Rei.
L'estiu de 1989 fitxa per l'Sporting de Gijón, i després de jugar només quatre partits a la 89/90, recupera la titularitat a l'any següent, sent una de les peces clau que li va donar el quart lloc de la classificació a l'equip asturià.
La temporada 91/92 recala al CE Castelló. El club de la Plana acabava de baixar a Segona Divisió, i l'aragonès va ser titular durant tres temporades, fins que a l'estiu de 1994, el Castelló torna a patir un descens, ara a Segona B. Fitxa llavors pel veí club del Vila-real CF, on roman altres dues campanyes a la Segona Divisió, també sent titular.
En total, va sumar 355 partits i 10 gols entre Primera i Segona Divisió.